# Haute-Épine
Haute-Épine település Franciaországban, Oise megyében. Lakosainak száma 262 fő (2022. január 1.). Haute-Épine Achy, Blicourt, Lihus, Marseille-en-Beauvaisis, La Neuville-sur-Oudeuil, Prévillers és Rothois községekkel határos.

## Népesség
A település népességének változása:
| Lakosok száma | 268  | 268  | 279  | 272  | 274  | 273  | 272  | 271  | 262  |
|               | 2013 | 2015 | 2016 | 2017 | 2018 | 2019 | 2020 | 2021 | 2022 |